# Tapeworm
Tapeworm (ang. tasiemiec) – nieistniejący projekt muzyczny, w którym udział wzięli:
- Trent Reznor (Nine Inch Nails)
- Danny Lohner (Nine Inch Nails)
- Charlie Clouser (Nine Inch Nails)
- Phil Anselmo (Pantera)
- Maynard James Keenan (Tool, A Perfect Circle)
- Page Hamilton (Helmet)
- Alan Moulder
- Atticus Ross (12 Rounds)

Projekt istniał na przełomie lat 90. i początku dwutysięcznych. W czasie nieregularnych sesji studyjnych nagrano dużą ilość materiału, z czego doszlifowanych i oficjalnie ukończonych (choć nieopublikowanych) zostało jednak tylko kilka utworów.
Po około 10 latach działalności współpraca nad projektem wygasła.
Materiał, który był nagrywany na przestrzeni lat, nie został oficjalnie wydany, jednakże pewna jego część została wykorzystana w kompozycjach członków bezpośrednio związanych z grupą (głównie zaczerpniętych przez Maynarda Jamesa Keenana). Należy do nich utwór „Vacant”, który został wykonany na żywo w 2001 roku w czasie koncertu grupy A Perfect Circle, która następnie umieściła go pod zmienionym tytułem („Passive”) na swoim trzecim albumie eMOTIVe (2004). Wiadomo, iż utwór „Potions” grupy Puscifer, umieszczony na EP-ce "C" is for (Please Insert Sophomoric Genitalia Reference HERE) zawiera porcję materiału zarejestrowanego podczas procesu tworzenia grupy. Notatka autorstwa odnosi się również do Trenta Reznora. Inną znaną kompozycją w której wykorzystano muzyką wywodząca się z Tapeworm jest kawałek Saula Williamsa pt. Convict Colony. Należy nadmienić, iż producentem płyty z której pochodzi dany utwór został Trent Reznor[niewiarygodne źródło?].
Inne utwory, które były tworzone podczas komponowania (wspomniane w wywiadach przez poszczególnych członków grupy):
- „Ignorant”
- „Be Kind to Them”